# Rue89 Strasbourg
Rue89 Strasbourg est un site d'informations et d'investigations strasbourgeois fondé en 2012. Utilisant la marque commerciale de Rue89 après l'accord de ses fondateurs historiques, tout en étant indépendant de celui-ci, le média hyperlocal se veut libre et participatif.

## Historique
Rue89 Strasbourg est lancé en février 2012 par Pierre France (ex-DNA) et Marie Hoffsess, quelques mois après l'édition locale de Lyon,,.

L'équipe est initialement composée de trois journalistes, d'un développeur et d'un commercial. Ils ont investi 45 000 euros de fonds propres.

Le cofondateur et directeur de la publication, Pierre France, explique au Monde que « la PQR n'est pas allée assez loin dans l'exploitation des outils d'Internet. Avec l'information en ligne, nous souhaitons engager le débat avec notre audience sur des sujets de proximité ».
En novembre 2014, le site Internet revendique 217 000 visiteurs uniques.
À l'occasion de ses trois ans, le média strasbourgeois lance une campagne de financement participatif. L'objectif de cette campagne de crowdfunding est de récolter 35 000 euros afin de refondre le site Internet, des fonctionnalités pour publier un témoignage ou transmettre une information,.
En 2017, Rue89 Strasbourg jusqu'alors gratuit lance une version abonnés et revendique, depuis, entre 300 000 et 400 000 visites chaque mois,.
En 2022, pour les dix ans du média, une nouvelle campagne de financement participative est lancée pour le recrutement d'un nouveau journaliste.

## Ligne éditoriale

### Fonctionnement
Rue89 Strasbourg s'est inspiré du modèle d’origine de Rue89, imaginé par Pierre Haski, Laurent Mauriac, Michel Lévy-Provençal et Pascal Riché: celui d’un média participatif à trois voix : les journalistes, les experts et les citoyens,,. Il s’agit d’une coproduction de l’information avec des commentaires ayant une « forte valeur ajoutée » et « d'un très bon niveau »,.

### Publications
Les publications portent sur l’actualité et l’investigation locales, et font l'objet de formats variés : enquêtes, reportages, portraits, etc.. Le média strasbourgeois produit, en outre, des podcasts, dont un chaque semaine en partenariat avec la radio RBS. Le site comprend également un forum (en espace de commentaires et d'échanges) pour qu’il y ait une confrontation des opinions,.
« Nous souhaitons provoquer l'engagement local, susciter des commentaires entre voisins sur des sujets qui les concernent directement. Nous pensons que l'échelon local est très pertinent du point de vue de la participation » détaille Pierre France à Libération.
Les publications de Rue89 Strasbourg s'inscrivent dans le slow media avec des longs formats. Le média se revendique sans aucune étiquette politique, même s'il est « sensible aux luttes sociales, aux effets pervers du système capitaliste et consumériste sur les hommes, les animaux et les sols ».
« Être à l’écoute, se placer au niveau de la rue, détecter les alertes pour questionner les décideurs, les institutions, les élus et les pouvoirs. Ce principe fondateur de Rue89.com en 2007 est celui de Rue89 Strasbourg depuis 2012 ».

### Partenariats
Rue89 Strasbourg a noué un partenariat éditorial avec Mediapart,, la radio RBS, Reporterre, Disclose, et l'Institut national de l'audiovisuel (INA). Le média est également adhérent au SPIIL.
Depuis 2014, Rue89 Strasbourg a participé à de nombreuses plateformes de vérification de l'information dans le but de lutter contre les Fake News : le projet Crosscheck pour l'élection présidentielle en 2017 et le projet Objectif désinfox pour l'élection présidentielle en 2022. 

## Révélations
En 2019, le média publie une enquête qui dévoile un climat d’oppression sexuelle de la part du directeur de la Maison des associations de Strasbourg (MDAS). Il est condamné en première instance, et en appel.
La même année, l'édition locale indépendante de Rue89 à Strasbourg épingle le Port du Rhin pour d'importants risques de pollution. En cause, le traitement du bois à la créosote,.
En collaboration avec Mediapart, les deux pure players révèlent en 2020 des accusations d'agressions sexuelles et d'attouchements envers le responsable du label Deaf Rock Records à Strasbourg dans le contexte de #MusicToo,. L'affaire est classée sans suite en octobre 2021.
En 2021, le média publie une enquête fouillée sur le suicide d'un éducateur du service d'investigation éducative de l'association d'aide à l'enfance (Arsea) sur son lieu de travail,,.

## Organisation

### Indépendance
L'entreprise Médialab qui édite Rue89 Strasbourg est « une entreprise indépendante » du site Rue89 et des autres éditions locales, tout en reprenant « la marque et la charte graphique ».

### Actionnariat
Les parts sociales de la société éditrice Médialab sont détenues majoritairement par les journalistes de Rue89 Strasbourg,. Mediapart est depuis octobre 2020 actionnaire minoritaire du média strasbourgeois,.

## Modèle économique
Le modèle économique de Rue89 Strasbourg repose sur les abonnements, la publicité et les annonces légales,,. En 2020, la publicité ne représente plus que la moitié du chiffre d'affaires du pure player.
En 2020, le pure player compte un millier d'abonnés.
Depuis 2022, l'équipe est composée de cinq journalistes et d'un réseau d'une dizaine de pigistes.